# Carlos Sainz
Carlos Sainz Cenamor (Madrid, 1962. április 12. –) spanyol autóversenyző, kétszeres rali-világbajnok és négyszeres Dakar-rali győztes.
Megnyerte az 1990-es, majd az 1992-es rali-világbajnokságot, valamint további négy szezonban végzett az összetett második helyen. A konstruktőri bajnokságban a Subaru (1995), a Toyota (1999) és a Citroen (2003, 2004 és 2005) csapat szerzett győzelmet közreműködésével. Riporterek és a szurkolók gyakran El Matador becenéven illetik, utalva a ralisportban első spanyol versenyzőként elért sikereire. Ő volt az első nem skandináv versenyző aki győzni tudott a finn ralin, valamint az első spanyol rali-világbajnoki futamgyőztes. Több élő rekordja van a rali-világbajnokságon, mint a legtöbb dobogós helyezés, legtöbb gyűjtött pont, valamint a legtöbb versenyen is ő állt rajthoz a pilóták közül. Huszonhat győzelmével, Sébastien Loeb és Marcus Grönholm mögött a harmadik legsikeresebb raliversenyzőnek számít.
1990-ben megnyerte az Ázsia–óceániai ralibajnokságot, 1997-ben a Race of Champions-t, valamint 2010-ben, 2018-ban, 2020-ban  és  2024-ben a Dakar-ralit.
Fia, Carlos Sainz Jr. szintén autóversenyző, jelenleg a Scuderia Ferrari Formula–1-es istálló versenyzője.

## Ralis pályafutása

### Ford (1987–1988)
1987-ben, majd 1988-ban egy Ford Sierra RS Cosworth-al megnyerte a spanyol ralibajnokságot. Az 1987-es rali-világbajnokság három versenyén állt rajthoz. Első versenyén, a portugál ralin nem ért célba, majd hetedik lett a korzikai- és nyolcadik a brit versenyen. A következő szezonban öt versenyen vett részt. Négy alkalommal ért célba, kivétel nélkül pontot érő helyen, végül huszonhat pontjával a tizenegyedik helyen zárta az összetett értékelést.

### Toyota (1989–92)

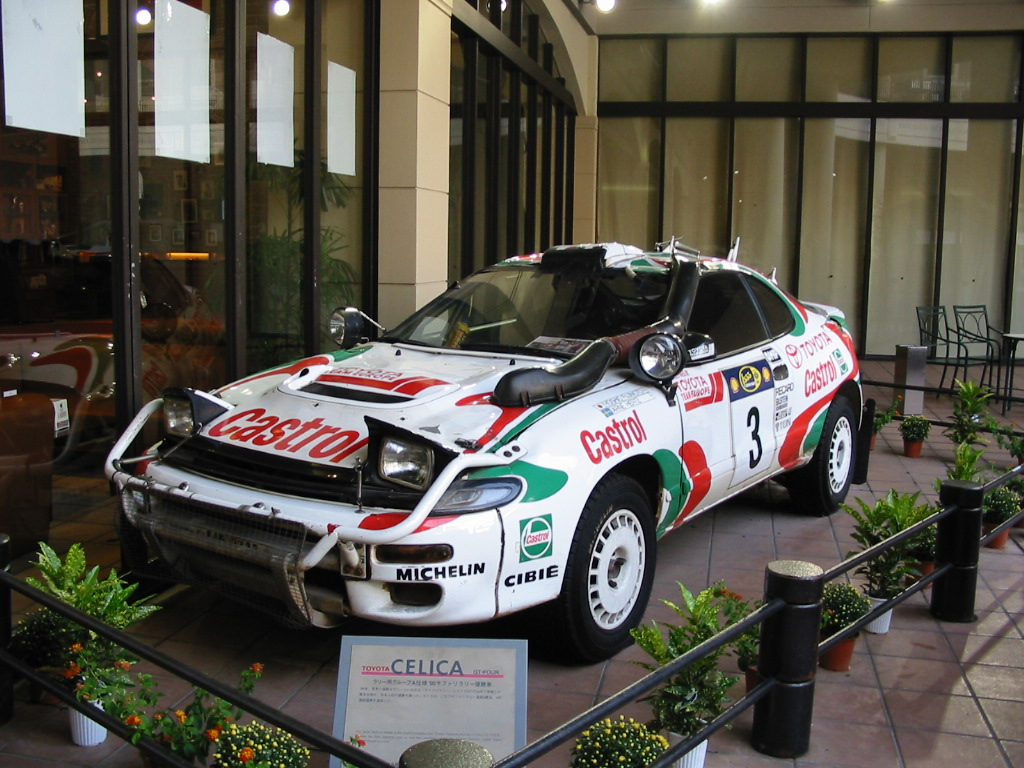
A Szafari Ralira felkészített Toyota Celica GT-Four versenyautó.

1989-ben a Toyota gyári csapatába a Toyota Team Europe-ba szerződött. Első évében a svéd futamot leszámítva a világbajnokság minden európai versenyén rajthoz állt. Monte Carlo-ban, Portugál, Korzikán és az Akropolisz-ralin kiesett, majd a finn futamon harmadik lett, megszerezve első világbajnoki dobogós helyezését. Harmadik lett a San Remo-ralin is, majd a szezonzáró brit versenyen az utolsó szakaszig az élen állt, amikor is technikai problémái akadtak ami következtében visszacsúszott a második helyre. Harminckilenc pontjával nyolcadikként végzett, míg csapattársa, Juha Kankkunen a harmadik helyen zárta a szezont.
1990-ben megnyerte első világbajnoki címét. Az Akropolisz ralin megszerezte saját és hazája első világbajnoki győzelmét. Nyert továbbá Új-Zélandon, valamint a finn ralin is első lett, ami egyben az első nem skandináv siker volt ezen a versenyen. Carlos megnyerte a szezon utolsó versenyét, a brit ralit is. Végül két Lanciás versenyző, Didier Auriol és a kétszeres világbajnok, Juha Kankkunen előtt nyerte meg az összetett értékelést. A B csoportos korszak vége óta, ez volt az első egyéni cím melyet nem Lanciás pilóta nyert meg. Ez évben megszerezte továbbá az Ázsia–óceániai ralibajnokság bajnoki címét is.
1991-ben Sainz kevéssel csúszott le a címvédésről az újra magára találó Lanciával versenyző Kankkunen ellenében. Erőfeszítését egy hatalmas bukfenc is koronázta, ekkor nyaksérülést szenvedett. Sainz és Kankkunen egyaránt öt futamot nyert ebben az évben - a Rali Világbajnokság addigi történetében nem volt példa arra, hogy két versenyző ennyire kiemelkedjen a mezőnyből. Sainz egy ponttal vezetett Kankkunennel szemben a szezon vége előtt egy fordulóval, de az évzáró RAC Ralit Kankkunen nyerte Kenneth Eriksson és Sainz előtt, így megszerezte harmadik világbajnoki címét. Kankkunen és Sainz 150 illetve 143 pontot szerzett, mindketten többet, mint Sainz egy évvel korábban (140).
Az 1992-es évben Sainz az új, ST185-ös Toyota Celica volánjánál emlékezetes győzelmet aratott a Safari Ralin, majd hazai versenyén, az aszfaltos Catalunya Ralin. A bajnoki címért ismét késhegyre menő küzdelem zajlott, de ezúttal három esélyes utazott a RAC Ralira: Sainz két ponttal vezetett Kankkunen, és hárommal a szezonban hat győzelmet szerző, ezzel új rekordot felállító Auriol előtt. Sainz győzött Ari Vatanen és Kankkunen előtt, míg Auriol kiesett, így a spanyol szerezte meg a bajnoki címet.
Győzelmének tiszteletére a Toyota egy limitált, 440 darabos Celica GT-Four szériát adott ki Nagy-Britanniában, amely Sainz nevével ellátott plakettet viselt a motorblokkon, valamint egyedi matricázást kapott. Ez a sorozat is része volt a homologizációhoz szükséges 5000 példánynak. Állítólag Sainz a mai napig használja a saját példányát, amelyet ajándékba kapott, többek között azzal látogatja a Real Madrid Santiago Bernabéu Stadionbeli mérkőzéseit.

### Lancia (1993)

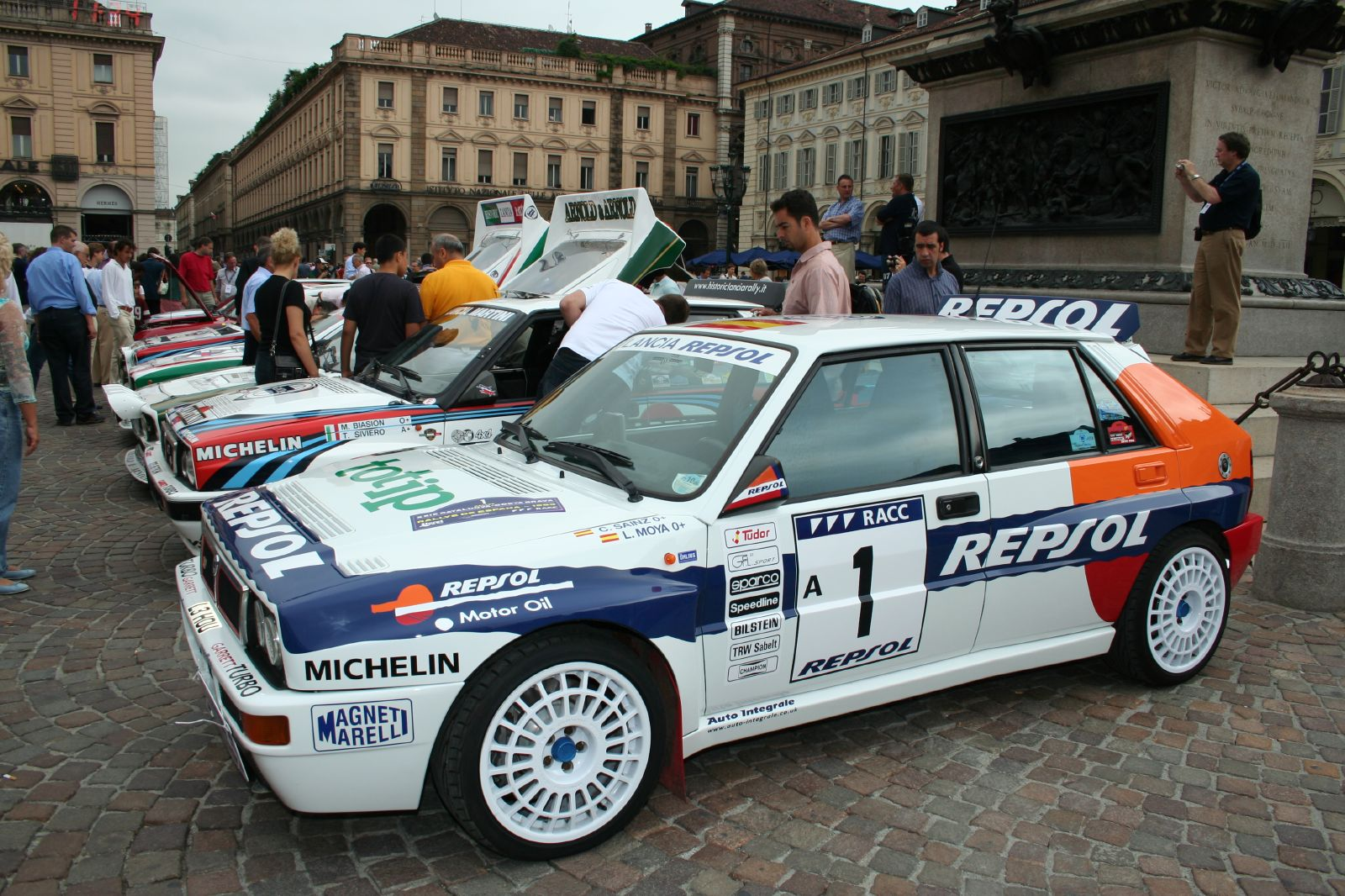
Sainz korábbi Lancia Delta HF Integraléja a Lancia centenáriumi ünnepségén, Torinóban.

A sikerek ellenére Sainz nem maradt a Toyota csapatnál az 1993-as szezonban. Ehelyett a Lancia gyári hátterű privát csapatához, a Jolly Clubhoz szerződött. Bár az előző évben konstruktőri bajnokságot nyert, a Lancia már elavultnak számított, és a minimális fejlesztési munkának köszönhetően egyre kevésbé bizonyult versenyképesnek az újabb autókkal szemben. Sainz csupán az Akropolisz ralin tudott dobogóra állni, második helyezettként. A San Remo-ralin is másodikként végzett, de őt és csapattársát később kizárták szabálytalan üzemanyag használatáért. Nyolcadikként végzett az egyéni világbajnokságban. Eközben a Lancia gyári csapatától távozó Kankkunen és Auriol a Toyotához szerződött, és mind a Toyota, mind Kankkunen világbajnok lett.

### Subaru (1994–95)
Sainz ezután az újonc Subaru World Rally Team-et választotta 1994-ben. Tapasztalata, perfekcionizmusa és kiemelkedő tesztpilótai képességei nagy szerepet játszottak abban, hogy az akkor teljesen új Impreza a Toyota és a Ford legveszélyesebb kihívójává vált. Valóban, a Subaruk Sainz és Colin McRae kezei között rendszeresen gyorsabbnak bizonyultak a Fordoknál. A konstruktőri bajnokságot a Toyota nyerte, de az egyéni cím sorsa csak az utolsó futamon dőlt el, amikor Didier Auriol győzött Sainz előtt. Az 1995-ös szezonban Sainz nyert a Monte Carlo-i, a Portugál és a Catalunya Ralin, és vezette a bajnoki pontversenyt fiatal csapattársa, Colin McRae előtt a szezonzáró RAC Ralit megelőzően. McRae megnyerte hazai futamát Sainz előtt 36 másodperccel, így elhódította a világbajnoki címet, míg a Subaru a konstruktőrök között győzedelmeskedett triplázásával, melyet a csapat másik ifjú brit versenyzője, Richard Burns harmadik helyezése teljesített ki. A későbbiekben Sainz a Fordnál és a Citroennél is McRae csapattársa volt.

### Ford (1996–97)

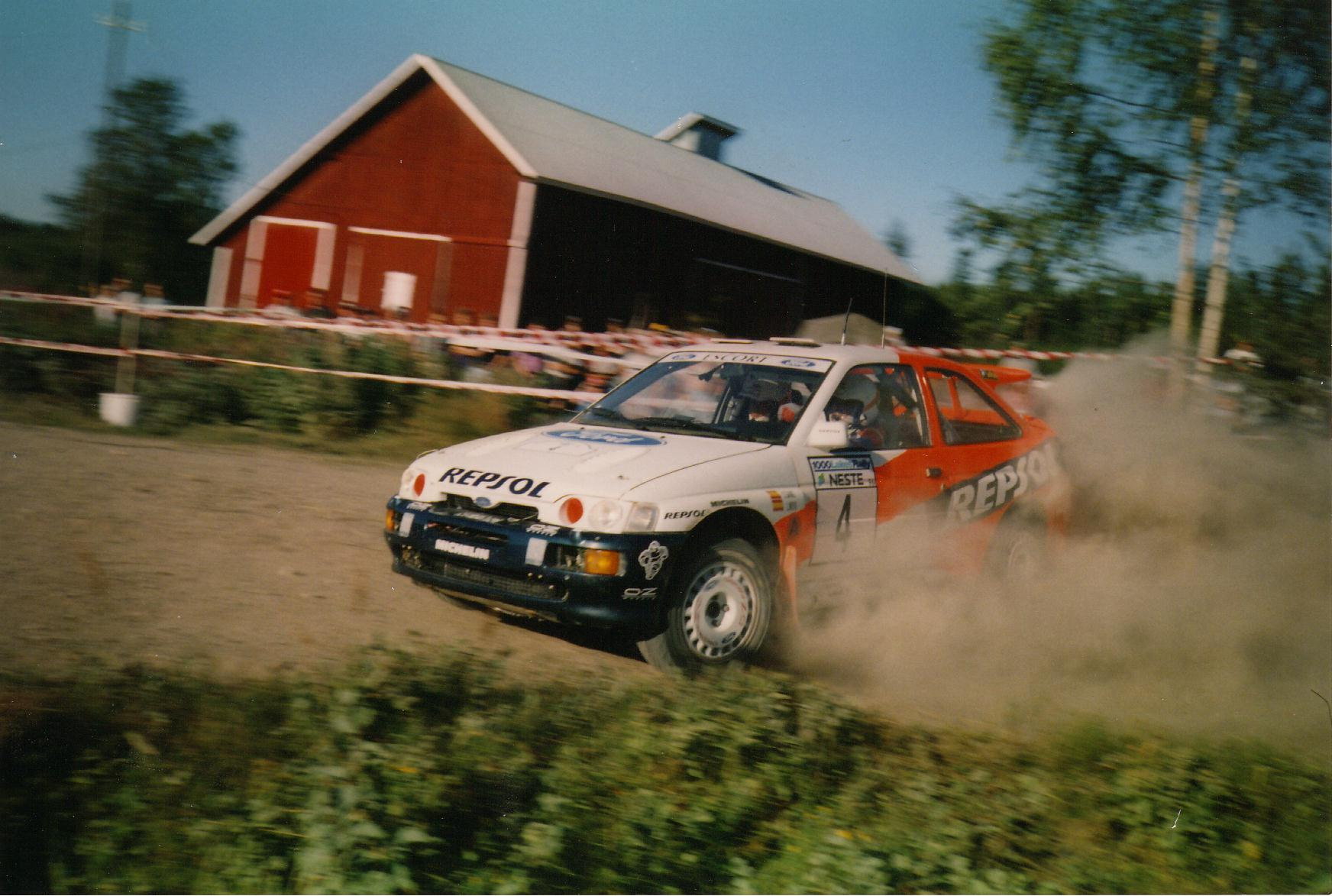
Sainz Escort RS Cosworth-al az 1996-os Ezer tó Ralin.

Az 1996-os szezonra Sainz ismét a Fordhoz szerződött. Két évet töltött az alakulatnál, először a Ford Escort RS Cosworth, majd a Ford Escort World Rally Car volánjánál. 1996-ban megnyerte a debütáló Indonézia Ralit, és további öt dobogós helyezést ért el, így harmadikként végzett a mitsubishis Tommi Makinen és a subarus Colin McRae mögött. 1997-ben ismét megnyerte az indonéz futamot, ráadásul az Akropolisz ralin is győzött, de ismét elvesztette a Makinen és McRae ellen folyó bajnoki küzdelmet. Viszont megnyerte az 1997 végén tartott Race of Champions-t.

### Toyota (1998–99)

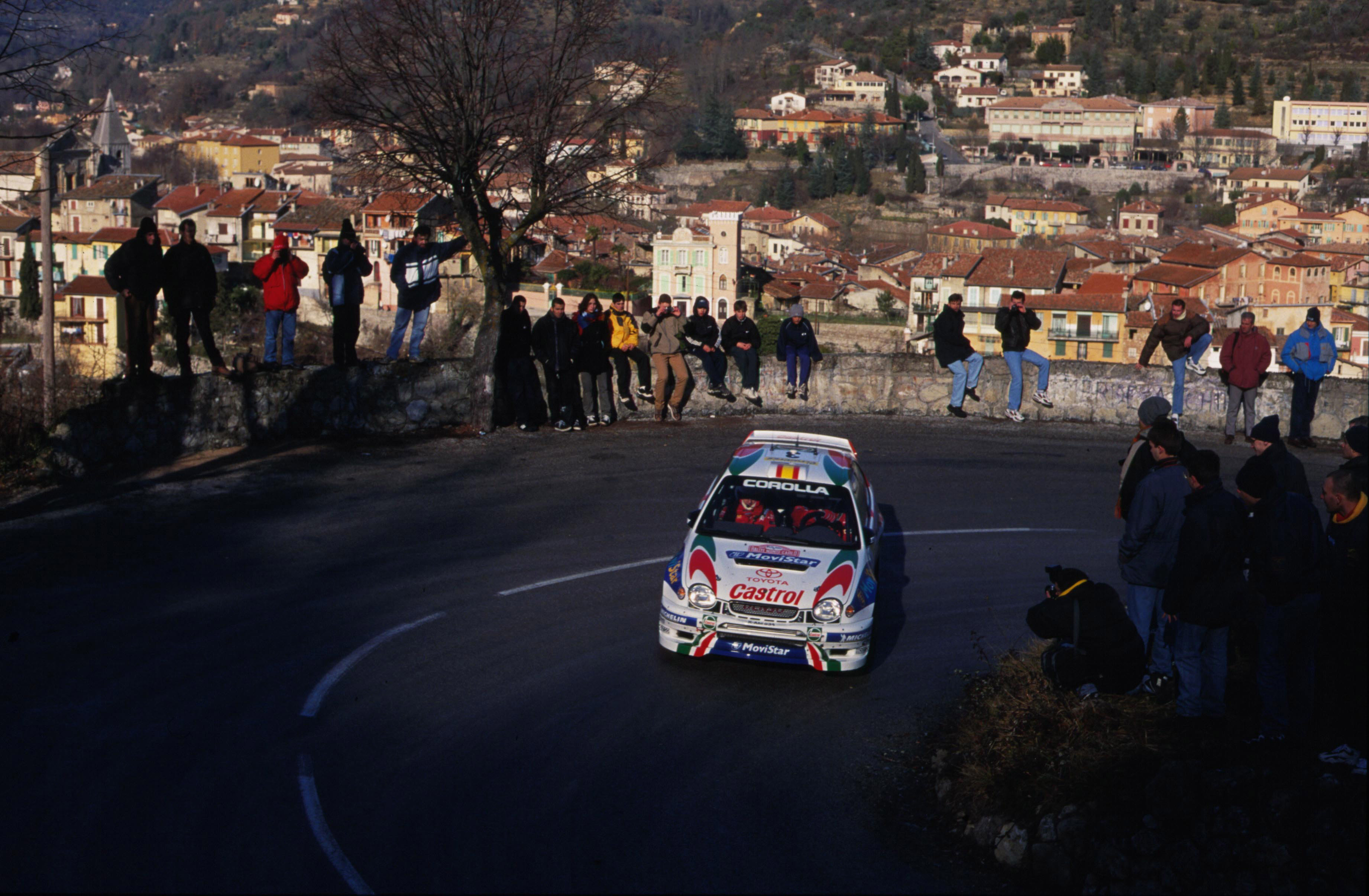
Sainz Toyota Corolla WRC-vel az 1999-es Monte Carlo Ralin.

Sainz ismét a Toyotához szerződött, ezúttal Didier Auriol csapattársaként, hogy kivegye a részét az 1997-ben indított Corolla World Rally Car projektből, ami a csapat 1995 utolsó előtti futamán történt kínos eltiltása utáni visszatérést jelentette.
Sainz megnyerte az első közös bevetést, az 1998-as szezonnyitó Monte Carlo Ralit, és később a szezon folyamán Új-Zélandon is győzött. Bajnoki riválisának, Tommi Makinennek látszólag a végső győzelemre való minden esélye elszállt, amikor a szezonzáró Brit Rali első napján kiesett, így a labda Sainz-nál volt, akinek a negyedik helyért járó három pont is elég lett volna a bajnoki címhez. Viszont az utolsó szakasz céljától alig ötszáz méterre ő is kiállni kényszerült egy mechanikai probléma miatt. Ennek eredményeképpen mind Sainz, mind a Toyota elbukta a bajnoki címért folyó küzdelmet riválisaikkal, Makinennel és a Mitsubishivel szemben.

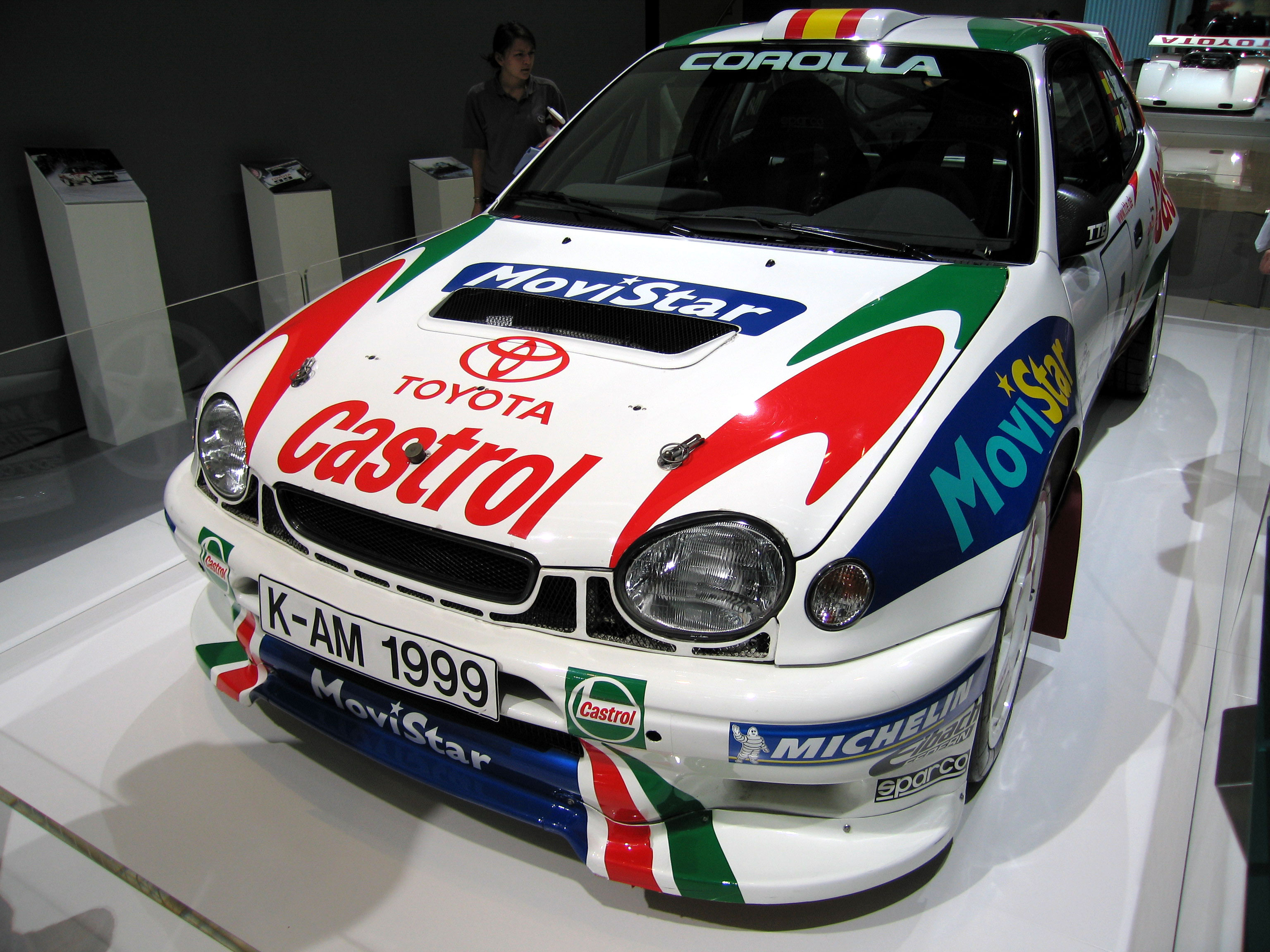
Sainz korábbi Corolla WRC-je a 2007-es Frankfurti Motor Show-n.

Az 1999-es szezon nem sikerült túl emlékezetesre Sainz számára, bár a távozni készülő Toyota csapat pályafutását megkoronázta a konstruktőri bajnoki címmel. Attól kezdve inkább a Forma 1-re koncentráltak. Sainz futamot nem nyert, de összesen nyolcszor végzett dobogón, és ötödik helyezett lett a tabellán, lemaradva a harmadik helyezett csapattársától, Aurioltól, aki egyetlen győzelmét az akkor debütáló Kína Ralin szerezte.

### Ford (2000–2002)

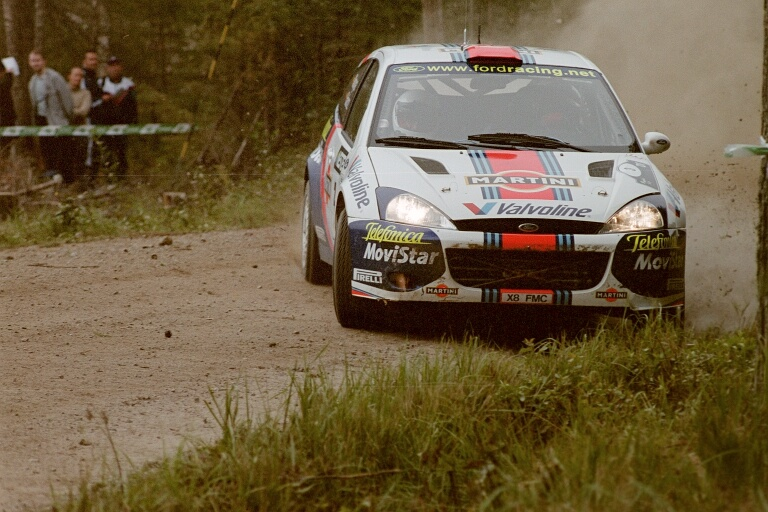
Sainz Ford Focus WRC-vel a 2001-es Finn Ralin.

A Toyota kiválása a 2000-es szezon kezdetétől a Forddal való, újabb három éven keresztül tartó együttműködéshez vezetett, így Sainz ismét McRae csapattársa lett. Megnyerte a világbajnokság programjában első alkalommal szereplő Ciprus Ralit, és az egyéni ponttáblázaton harmadikként végzett.
Sainz nem tudott futamot nyerni a 2001-es szezonban, de öt dobogós, és további négy pontszerző helyezésével a kiegyensúlyozott mezőnynek köszönhetően egész szezonon keresztül harcban állt a világbajnoki címért, végül a hatodik helyen zárt, de csupán 11 ponttal maradt le a Subaruval versenyző Richard Burns mögött. Időközben csapattársa, McRae három győzelmet aratott és a szezonzáró Brit rali előtt vezette a bajnokságot, de ott összetörte az autót. A Ford elvesztette a bajnoki címért folyó csatát a Peugeot ellen.
2002-ben Sainz megörökölte a győzelmet az Argentin Ralin, miután harmadik helyen végzett, de a Peugeot első két helyezett versenyzőjét, Marcus Grönholmot és Burnst diszkvalifikálták. Ez volt az egyetlen győzelme abban az évben, és a Grönholm dominanciája árnyékában kialakult, a második helyért zajló kiélezett csata végén a harmadik pozíciót szerezte meg, egy ponttal megelőzve csapattársát, McRae-t.

### Citroën (2003–2005)

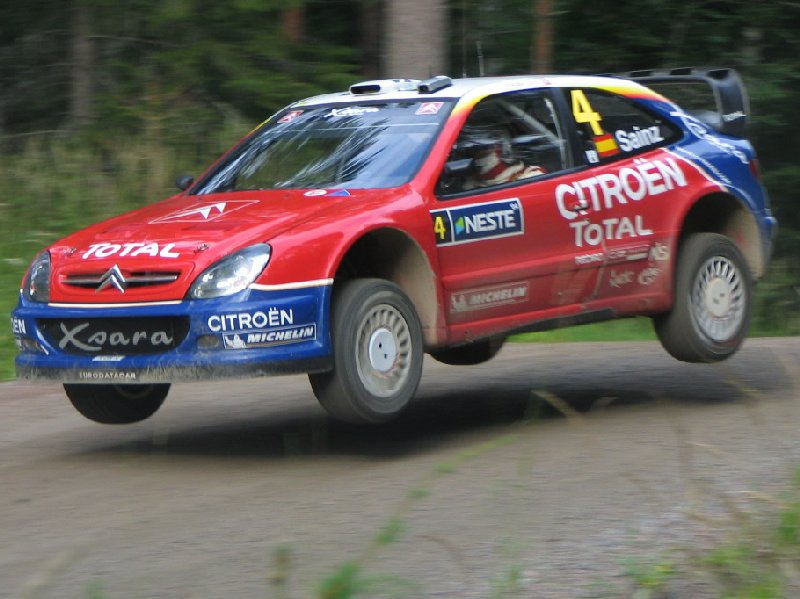
Sainz Citroën Xsara WRC-vel a 2004-es Finn Ralin.

Miután a Ford gyakorlatilag lapátra tette McRae-vel együtt, a 2003-as és 2004-es-es szezonra Sainz a Citroënhez távozott, és ott szerezte meg pályafutása utolsó futamgyőzelmét a 2004-es Argentin Ralin. Annak ellenére, hogy 2004 végén hivatalosan visszavonult, és szóba került a Túraautó Vb-n való részvétel is, a Citroën kérésére visszatért a Rali VB-re, hogy helyettesítse az ingadozó teljesítményt nyújtó belga Francois Duval-t. Bár Duval hamarosan visszakapta versenyzőülését, Sainz két visszatérő Citroënes futamán meggyőzően szerepelt, az akkor 43 éves spanyol egy negyedik és egy harmadik helyet szerzett.

## Tereprali (2006–)

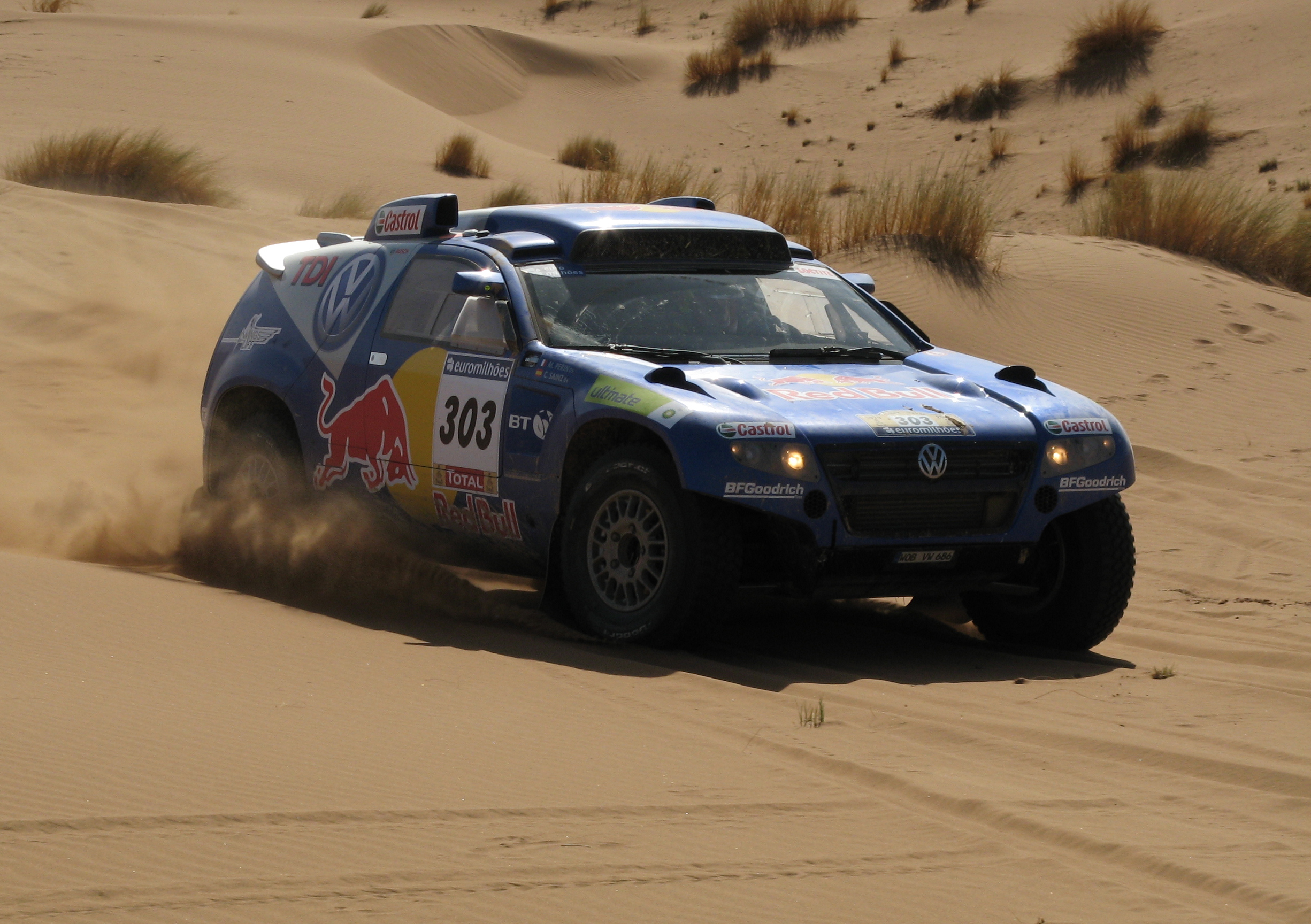
A 2007-es Dakar-ralin

2006-ban, első alkalommal vett részt a Dakar-ralin. Navigátora a kétszeres Dakar-győztes Andreas Schulz volt. Négy szakaszt nyert meg, és több szakaszig az élen állt, végül a tizennegyedik helyen ért célba. A 2007-es évben a francia, Michel Perin lett a navigátora. Ez évben megnyerték az FIA tereprali-világkupát, és öt szakaszgyőzelemmel a kilencedik helyen zárták a Dakar-ralit. 2008-ban győzni tudott a terrorveszély miatt elmaradt Dakart pótló Közép-Európa Ralin, melynek útvonala Magyarországon és Románián haladt keresztül. Harmadik Dakarján, 2009-ben a tizenkettedik szakaszig az élen állt. A tizenkettedik, Fiambala és La Rioja közt zajló szakasz hetvenkilencedik kilométerén egy több méter mély árokba hajtott. A versenyautó a tetejére esett és Perin válla megsérült. Navigátora sérülései miatt fel kellett adnia versenyt mindössze két szakaszra a verseny céljától. Új navigátorával, Lucas Serna-val még ez év szeptemberében megnyerte a Selyemút-ralit.
A 2010-es Dakar-ralira, újfent navigátort váltott. Ezúttal a spanyol Lucas Cruz segítette, akivel már az ötödik szakaszon megszerezték a vezetést. A verseny folyamán végig nagy csatában volt csapattársával, a katari Nászer el-Attijával. Végül mindössze két perc tizenkét másodperces előnyben lett Carlosé a győzelem, mely egyben Spanyolország első autós sikerét jelentette ezen a versenyen.
A 2013-as Dakar Ralin a Qatar Red Bull Rally Team csapatában indult egy buggyval, Nászer el-Attija csapattársaként. A hatodik szakaszon technikai hiba miatt a verseny feladására kényszerült. A 2014-es versenyre egy SMG buggyval nevezett, de a verseny feladására kényszerült.
Ezt követően négy alkalommal is a Peugeot színeiben indult. 2015-ben, 2016-ban és 2017-ben egyaránt fel kellett adnia a küzdelmet, de 2016-ban két szakaszgyőzelmet is elért. 2018 aztán meghozta a sikert: megnyerte a 6. és 7. szakaszt, és végül közel háromnegyed órás időelőnnyel a bajnokságot is.
Sainz 2019-ben ismét váltott, a Mini egyik autójával vágott neki a versenynek. Navigátora továbbra is Lucas Cruz volt. Az első szakasz után még a második helyen álltak, de aztán visszaestek, viszont a 10. szakasz megnyerésével újabb részgyőzelmet sikerült aratniuk. A végső klasszifikációban Sainzék a 13. helyen végeztek. 2020-ban ismét Minivel indult a Sainz-Cruz páros. A 3. szakasz megnyerésével a mezőny élére álltak. További három szakaszgyőzelem (5., 7., 10.) után végül szoros versenyben, mindössze 6 perc 21 másodperces előnnyel végeztek az élen a szintén többszörös győztes katari Nászer el-Attija és a francia Matthieu Baumel alkotta páros előtt.
2024-ben Az Audival írt történelmet,hiszen először nyert a Dakaron hibrid meghajtású jármű, Ő maga pedig a negyedik győzelmét szerezte meg , immár a negyedik márkával !

## Navigátorai
Pályafutása alatt a következő navigátorokkal működött együtt: Antonio Boto, Luís Moya, Marc Martí, Andreas Schulz, Michel Perin és Lucas Cruz.

## Magánélete
Lelkes rajongója a Real Madrid labdarúgócsapatnak. Fernando Martín Álvarez lemondása után harcba szállt szeretett klubja alelnöki pozíciójáért, de nem járt sikerrel.

## Sikerei, rekordjai

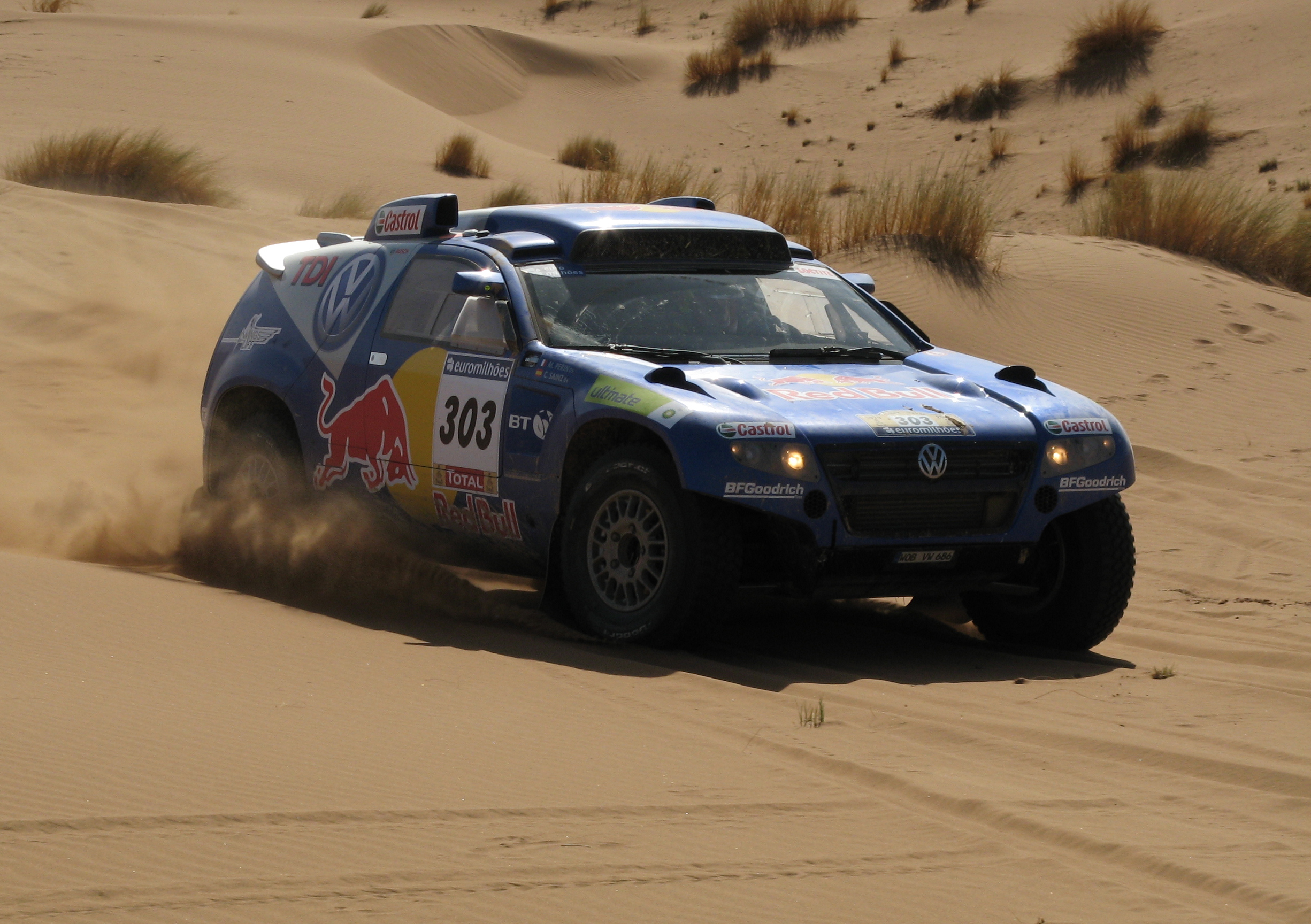
Sainz a Volkswagen Race Touareg volánja mögött a 2007-es Dakar-ralin.

### Sikerek
| Év   | Esemény                      | Autó                          |
| ---- | ---------------------------- | ----------------------------- |
| 1987 | Spanyol ralibajnokság        | Ford Sierra RS Cosworth       |
| 1988 | Spanyol ralibajnokság        | Ford Sierra RS Cosworth       |
| 1990 | Ázsia–óceániai ralibajnokság | Toyota Celica GT-Four ST165   |
| 1990 | Rali-világbajnokság          | Toyota Celica GT-Four ST165   |
| 1992 | Rali-világbajnokság          | Toyota Celica Turbo 4WD ST185 |
| 1997 | Champion of Champions        | Various                       |
| 2007 | Tereprali-világkupa          | Volkswagen Race Touareg       |
| 2008 | Közép-Európa Rali – Autó     | Volkswagen Race Touareg       |
| 2010 | Dakar-rali – Autó            | Volkswagen Race Touareg       |
| 2018 | Dakar-rali – Autó            | Peugeot 3008 DKR Maxi         |
| 2020 | Dakar-rali – Autó            | Mini                          |

### Rekordok
| Rali-világbajnokság      | Rali-világbajnokság | Forrás |
| ------------------------ | ------------------- | ------ |
| Legtöbb indulás          | 196                 | [ 7 ]  |
| Legtöbb második helyezés | 36                  | [ 8 ]  |

## Eredményei

### Rali-világbajnoki statisztikái
| Szezon   | Versenyek/ célbaérés | Győzelmek | Szakasz győzelmek | Dobogók | Pont | Helyezés |
| -------- | -------------------- | --------- | ----------------- | ------- | ---- | -------- |
| 1987     | 3/2                  | 0         | 2                 | 0       | 7    | 35.      |
| 1988     | 5/4                  | 0         | 6                 | 0       | 26   | 11.      |
| 1989     | 7/3                  | 0         | 50                | 3       | 39   | 8.       |
| 1990     | 11/10                | 4         | 136               | 9       | 140  | 1.       |
| 1991     | 12/9                 | 5         | 113               | 7       | 143  | 2.       |
| 1992     | 10/9                 | 5         | 68                | 8       | 144  | 1.       |
| 1993     | 9/5                  | 0         | 31                | 1       | 35   | 8.       |
| 1994     | 9/7                  | 1         | 54                | 6       | 99   | 2.       |
| 1995     | 7/5                  | 3         | 31                | 4       | 85   | 2.       |
| 1996     | 7/5                  | 1         | 38                | 6       | 89   | 3.       |
| 1997     | 14/9                 | 2         | 54                | 7       | 51   | 3.       |
| 1998     | 13/11                | 2         | 34                | 7       | 56   | 2.       |
| 1999     | 14/10                | 0         | 37                | 8       | 44   | 5.       |
| 2000     | 14/12                | 1         | 26                | 7       | 46   | 3.       |
| 2001     | 14/10                | 0         | 33                | 5       | 33   | 6.       |
| 2002     | 14/11                | 1         | 5                 | 5       | 36   | 3.       |
| 2003     | 14/13                | 1         | 18                | 5       | 63   | 3.       |
| 2004     | 15/14                | 1         | 16                | 8       | 73   | 4.       |
| 2005     | 2/2                  | 0         | 1                 | 1       | 11   | 13.      |
| Összesen | 96/150               | 26        | 756               | 97      | 1242 |          |

(Táblázat értelmezése)
| Év   | Csapat                      | Autó                      | 1      | 2      | 3      | 4      | 5      | 6      | 7      | 8      | 9      | 10     | 11      | 12     | 13      | 14     | 15    | 16  | Hely | Pont |
| ---- | --------------------------- | ------------------------- | ------ | ------ | ------ | ------ | ------ | ------ | ------ | ------ | ------ | ------ | ------- | ------ | ------- | ------ | ----- | --- | ---- | ---- |
| 1987 | Marlboro Rally Team         | Ford Sierra RS Cosworth   | MON    | SWE    | POR Ki | KEN    | FRA 7  | GRC    | USA    | NZL    | ARG    | FIN    | CIV     | ITA    |         |        |       |     | 35.  | 7    |
| 1987 | RAC de España               | Ford Sierra RS Cosworth   |        |        |        |        |        |        |        |        |        |        |         |        | GBR 8   |        |       |     | 35.  | 7    |
| 1988 | Carlos Sainz                | Ford Sierra RS Cosworth   | MON    | SWE    | POR Ki |        |        |        |        |        |        |        |         |        |         |        |       |     | 11.  | 26   |
| 1988 | Ford Motor Co               | Ford Sierra RS Cosworth   |        |        |        | KEN    | FRA 5  | GRC    | USA    | NZL    | ARG    | FIN 6  | CIV     | ITA 5  | GBR 7   |        |       |     | 11.  | 26   |
| 1989 | Toyota Team Europe          | Toyota Celica GT-Four     | SWE    | MON Ki | POR Ki | KEN    | FRA Ki | GRC Ki | NZL    | ARG    | FIN 3  | AUS    | ITA 3   | CIV    | GBR 2   |        |       |     | 8.   | 39   |
| 1990 | Toyota Team Europe          | Toyota Celica GT-Four     | MON 2  | POR Ki | KEN 4  | FRA 2  | GRC 1  | NZL 1  | ARG 2  | FIN 1  | AUS 2  | ITA 3  | CIV     | GBR 1  |         |        |       |     | 1.   | 140  |
| 1991 | Toyota Team Europe          | Toyota Celica GT-Four     | MON 1  | SWE    | POR 1  | KEN Ki | FRA 1  | GRC 2  | NZL 1  | ARG 1  | FIN 4  | AUS Ki | ITA 6   | CIV    | ESP Ki  | GBR 3  |       |     | 2.   | 143  |
| 1992 | Toyota Team Europe          | Toyota Celica Turbo 4WD   | MON 2  | SWE    | POR 3  | KEN 1  | FRA 4  | GRC Ki | NZL 1  | ARG 2  | FIN    | AUS 3  | ITA     | CIV    | ESP 1   | GBR 1  |       |     | 1.   | 144  |
| 1993 | Jolly Club                  | Lancia Delta HF Integrale | MON 14 | SWE    | POR Ki | KEN    | FRA 4  | GRC 2  | ARG Ki | NZL 4  | FIN    | AUS Ki | ITA Kiz | ESP Ki | GBR     |        |       |     | 8.   | 35   |
| 1994 | 555 Subaru World Rally Team | Subaru Impreza 555        | MON 3  | POR 4  | KEN    | FRA 2  | GRC 1  | ARG 2  | NZL Ki | FIN 3  | ITA 2  | GBR Ki |         |        |         |        |       |     | 2.   | 99   |
| 1995 | 555 Subaru World Rally Team | Subaru Impreza 555        | MON 1  | SWE Ki | POR 1  | FRA 4  | NZL    | AUS Ki | ESP 1  | GBR 2  |        |        |         |        |         |        |       |     | 2.   | 85   |
| 1996 | Ford Motor Co               | Ford Escort RS Cosworth   | SWE 2  | KEN Ki | IDN 1  | GRC 3  | ARG 2  | FIN Ki | AUS 3  | ITA 2  | ESP Ki |        |         |        |         |        |       |     | 3.   | 89   |
| 1997 | Ford Motor Co               | Ford Escort WRC           | MON 2  | SWE 2  | KEN Ki | POR Ki | ESP 10 | FRA 2  | ARG Ki | GRC 1  | NZL 2  | FIN Ki | IDN 1   | ITA 4  | AUS Ki  | GBR 3  |       |     | 3.   | 51   |
| 1998 | Toyota Castrol Team         | Toyota Corolla WRC        | MON 1  | SWE 2  | KEN Ki | POR 2  | ESP 7  | FRA 8  | ARG 2  | GRC 4  | NZL 1  | FIN 2  | ITA 4   | AUS 2  | GBR Ki  |        |       |     | 2.   | 56   |
| 1999 | Toyota Castrol Team         | Toyota Corolla WRC        | MON Ki | SWE 2  | KEN 3  | POR 2  | ESP Ki | FRA 3  | ARG 5  | GRC 2  | NZL 6  | FIN 3  | CHN 3   | ITA Ki | AUS 2   | GBR Ki |       |     | 5.   | 44   |
| 2000 | Ford Motor Co               | Ford Focus RS WRC 00      | MON 2  | SWE Ki | KEN 4  | POR 3  | ESP 3  | ARG Ki | GRC 2  | NZL 3  | FIN 14 | CYP 1  | FRA 3   | ITA 5  | AUS Kiz | GBR 4  |       |     | 3.   | 46   |
| 2001 | Ford Motor Co               | Ford Focus RS WRC 01      | MON 2  | SWE 3  | POR 2  | ESP 5  | ARG 3  | CYP 3  | GRC Ki | KEN Ki | FIN 6  | NZL 4  | ITA 4   | FRA Ki | AUS 8   | GBR Ki |       |     | 6.   | 33   |
| 2002 | Ford Motor Co               | Ford Focus RS WRC 02      | MON 3  | SWE 3  | FRA 6  | ESP Ki | CYP 11 | ARG 1  | GRC 3  | KEN Ki | FIN 4  | GER 8  | ITA Ki  | NZL 4  | AUS 4   | GBR 3  |       |     | 3.   | 36   |
| 2003 | Citroën Total               | Citroën Xsara WRC         | MON 3  | SWE 9  | TUR 1  | NZL 12 | ARG 2  | GRC 2  | CYP 5  | GER 6  | FIN 4  | AUS 5  | ITA 4   | FRA 2  | ESP 7   | GBR Ki |       |     | 3.   | 63   |
| 2004 | Citroën Total               | Citroën Xsara WRC         | MON Ki | SWE 5  | MEX 3  | NZL 6  | CYP 3  | GRC 19 | TUR 4  | ARG 1  | FIN 3  | GER 3  | JPN 5   | GBR 4  | ITA 3   | FRA 3  | ESP 3 | AUS | 4.   | 73   |
| 2005 | Citroën Total               | Citroën Xsara WRC         | MON    | SWE    | MEX    | NZL    | ITA    | CYP    | TUR 4  | GRC 3  | ARG    | FIN    | GER     | GBR    | JPN     | FRA    | ESP   | AUS | 13.  | 11   |

Győzelmek
| #   | Dátum                        | Rali             | Navigátor  | Autó                    | Összefoglaló |
| --- | ---------------------------- | ---------------- | ---------- | ----------------------- | ------------ |
| 1.  | 1990. június 3-6.            | Akropolisz-rali  | Luis Moya  | Toyota Celica GT-Four   | Összefoglaló |
| 2.  | 1990. június 30.-július 3.   | Új-Zéland-rali   | Luis Moya  | Toyota Celica GT-Four   | Összefoglaló |
| 3.  | 1990. augusztus 23-26.       | Ezer tó rali     | Luis Moya  | Toyota Celica GT-Four   | Összefoglaló |
| 4.  | 1990. november 25-28.        | Brit rali        | Luis Moya  | Toyota Celica GT-Four   | Összefoglaló |
| 5.  | 1991. január 24-30.          | Monte Carlo-rali | Luis Moya  | Toyota Celica GT-Four   | Összefoglaló |
| 6.  | 1991. március 5-9.           | Portugál rali    | Luis Moya  | Toyota Celica GT-Four   | Összefoglaló |
| 7.  | 1991. április 28.-május 1.   | Korzika-rali     | Luis Moya  | Toyota Celica GT-Four   | Összefoglaló |
| 8.  | 1991. június 26-30.          | Új-Zéland-rali   | Luis Moya  | Toyota Celica GT-Four   | Összefoglaló |
| 9.  | 1991. július 23-27.          | Argentin rali    | Luis Moya  | Toyota Celica GT-Four   | Összefoglaló |
| 10. | 1992. március 27.-április 1. | Szafari rali     | Luis Moya  | Toyota Celica Turbo 4WD | Összefoglaló |
| 11. | 1992. június 25-29.          | Új-Zéland-rali   | Luis Moya  | Toyota Celica Turbo 4WD | Összefoglaló |
| 12. | 1992. november 9-11.         | Katalán rali     | Luis Moya  | Toyota Celica Turbo 4WD | Összefoglaló |
| 13. | 1992. november 22-25.        | Brit rali        | Luis Moya  | Toyota Celica Turbo 4WD | Összefoglaló |
| 14. | 1994. május 29-31.           | Akropolisz-rali  | Luis Moya  | Subaru Impreza 555      | Összefoglaló |
| 15. | 1995. január 22-26.          | Monte Carlo-rali | Luis Moya  | Subaru Impreza 555      | Összefoglaló |
| 16. | 1995. március 8-10.          | Portugál rali    | Luis Moya  | Subaru Impreza 555      | Összefoglaló |
| 17. | 1995. október 23-25.         | Katalán rali     | Luis Moya  | Subaru Impreza 555      | Összefoglaló |
| 18. | 1996. május 10-12.           | Indonéz rali     | Luis Moya  | Ford Escort RS Cosworth | Összefoglaló |
| 19. | 1997. június 8-10.           | Akropolisz-rali  | Luis Moya  | Ford Escort WRC         | Összefoglaló |
| 20. | 1997. szeptember 19-21.      | Indonéz rali     | Luis Moya  | Ford Escort WRC         | Összefoglaló |
| 21. | 1998. január 19-21.          | Monte Carlo-rali | Luis Moya  | Toyota Corolla WRC      | Összefoglaló |
| 22. | 1998. július 24-27.          | Új-Zéland-rali   | Luis Moya  | Toyota Corolla WRC      | Összefoglaló |
| 23. | 2000. szeptember 8-10.       | Ciprus-rali      | Luis Moya  | Ford Focus WRC          | Összefoglaló |
| 24. | 2002. május 16-19.           | Argentin rali    | Luis Moya  | Ford Focus WRC          | Összefoglaló |
| 25. | 2003. február 27.-március 2. | Török rali       | Marc Martí | Citroën Xsara WRC       | Összefoglaló |
| 26. | 2004. július 15-18.          | Argentin rali    | Marc Martí | Citroën Xsara WRC       | Összefoglaló |

### Dakar-rali
| Év   | Kategória                             | Gyártó                                | Navigátor                             | Szakaszgyőzelmek                      | Helyezés                              |
| ---- | ------------------------------------- | ------------------------------------- | ------------------------------------- | ------------------------------------- | ------------------------------------- |
| 2006 | Autó                                  | Volkswagen                            | Andreas Schulz                        | 4                                     | 11.                                   |
| 2007 | Autó                                  | Volkswagen                            | Michel Perin                          | 5                                     | 9.                                    |
| 2008 | Törölve – helyette: Közép-Európa Rali | Törölve – helyette: Közép-Európa Rali | Törölve – helyette: Közép-Európa Rali | Törölve – helyette: Közép-Európa Rali | Törölve – helyette: Közép-Európa Rali |
| 2009 | Autó                                  | Volkswagen                            | Michel Perin                          | 6                                     | Kiesett                               |
| 2010 | Autó                                  | Volkswagen                            | Lucas Cruz                            | 2                                     | 1.                                    |
| 2011 | Autó                                  | Volkswagen                            | Lucas Cruz                            | 7                                     | 3.                                    |
| 2012 | Nem nevezett                          | Nem nevezett                          | Nem nevezett                          | Nem nevezett                          | Nem nevezett                          |
| 2013 | Autó                                  | Demon Jefferies                       | Timo Gottschalk                       | 1                                     | Kiesett                               |
| 2014 | Autó                                  | SMG                                   | Timo Gottschalk                       | 2                                     | Kiesett                               |
| 2015 | Autó                                  | Peugeot                               | Lucas Cruz                            | 0                                     | Kiesett                               |
| 2016 | Autó                                  | Peugeot                               | Lucas Cruz                            | 2                                     | Kiesett                               |
| 2017 | Autó                                  | Peugeot                               | Lucas Cruz                            | 0                                     | Kiesett                               |
| 2018 | Autó                                  | Peugeot                               | Lucas Cruz                            | 2                                     | 1.                                    |
| 2019 | Autó                                  | Mini                                  | Lucas Cruz                            | 1                                     | 13.                                   |
| 2020 | Autó                                  | Mini                                  | Lucas Cruz                            | 4                                     | 1.                                    |
| 2021 | Autó                                  | Mini                                  | Lucas Cruz                            | 3                                     | 3.                                    |
| 2022 | Autó                                  | Audi                                  | Lucas Cruz                            | 2                                     | 12.                                   |
| 2023 | Autó                                  | Audi                                  | Lucas Cruz                            | 1                                     | Kiesett                               |
| 2024 | Autó                                  | Audi                                  | Lucas Cruz                            | Audi                                  | 1.                                    |

### Közép-Európa rali
| Év   | Kategória | Gyártó     | Navigátor    | Szakaszgyőzelmek | Helyezés |
| ---- | --------- | ---------- | ------------ | ---------------- | -------- |
| 2008 | Autó      | Volkswagen | Michel Perin | 5                | 1.       |